# Wyścigowe Samochodowe Mistrzostwa Polski 1978
Sezon 1978 był dwudziestym drugim sezonem Wyścigowych Samochodowych Mistrzostw Polski.
Sezon liczył pięć eliminacji, rozgrywane w Poznaniu (dwa razy), Kielcach (2 razy) i Toruniu. Punkty przyznawano według klucza 50-46-43-41-40-39-38-37-36-35 etc..

## Kategorie
Samochody były podzielone na następujące kategorie:
- Grupa I – seryjne samochody turystyczne, których produkcja w ciągu 12 miesięcy przekraczała pięć tysięcy egzemplarzy. Modyfikowanie tych samochodów pod kątem poprawy osiągów było niemal całkowicie zabronione. Ponadto w przypadku, jeżeli pojemność silnika przekraczała 1000 cm³, to samochód musiał być przynajmniej czteromiejscowy;
- Grupa II – specjalne samochody turystyczne, których produkcja w ciągu 12 miesięcy przekraczała dwa tysiące pięćset egzemplarzy. Dozwolony był duży zakres przeróbek pod kątem poprawy osiągów;
- Grupa III – seryjne samochody GT, których produkcja w ciągu 12 miesięcy przekraczała tysiąc egzemplarzy. Modyfikowanie tych samochodów pod kątem poprawy osiągów było niemal całkowicie zabronione. Samochód musiał być przynajmniej dwumiejscowy;
- Grupa IV – specjalne samochody GT, których produkcja w ciągu 24 miesięcy przekraczała czterysta egzemplarzy. Dozwolony był duży zakres przeróbek pod kątem poprawy osiągów;
- Grupa V – samochodowy wywodzące się z grup I–IV z modyfikacjami mogącymi znacznie przekraczać granice określone przepisami tych grup;
- Grupa VI – dwumiejscowe prototypy sportowe;
- Grupa VII – samochody wyścigowe formuły międzynarodowych (1, 2, 3);
- Grupa VIII – samochody wyścigowe formuły wolnej oraz formuła narodowych (Formuła Easter i Formuła Polonia).

Samochody były dodatkowo podzielone na następujące klasy:
- Klasa 1 – wyłącznie samochody Polski Fiat 126p;
- Klasa 2 – gr. II, poj. do 700 cm³;
- Klasa 3 – wyłącznie samochody Polski Fiat 125p;
- Klasa 4 – b.d.
- Klasa 5 – b.d.
- Klasa 6 – b.d.
- Klasa 7 – Formuła Polonia (napędzane silnikami Polskiego Fiata 125p 1,3);
- Klasa 8 – Formuła Easter.

## Zwycięzcy
| Data               | Tor    | Klasa     | Zwycięzca (kierowcy)  | Samochód               | Zwycięzca (zespoły)               |
| ------------------ | ------ | --------- | --------------------- | ---------------------- | --------------------------------- |
| 6–7 maja           | Poznań | klasa 1   | Andrzej Lubiak        | Polski Fiat 126p       | OBR FSM - Automobilklub Beskidzki |
| 6–7 maja           | Poznań | klasa 2   | Włodzimierz Pawluczuk | Polski Fiat 126p       | Automobilklub Warszawski          |
| 6–7 maja           | Poznań | klasa 3   | Antoni Banaszak       | Polski Fiat 125p       | Automobilklub Wielkopolski        |
| 6–7 maja           | Poznań | klasa 4–6 | Michał Damm           | Porsche Carrera        | Automobilklub Wielkopolski        |
| 6–7 maja           | Poznań | klasa 7   | Ryszard Kopczyk       |                        | Automobilklub Wielkopolski        |
| 6–7 maja           | Poznań | klasa 8   | Marcin Biernacki      |                        | Automobilklub Warszawski          |
| 26–28 maja         | Kielce | klasa 1   | Janusz Szerla         | Polski Fiat 126p       | OBR FSM - Automobilklub Beskidzki |
| 26–28 maja         | Kielce | klasa 2   | Zdzisław Kałuża       | Polski Fiat 126p       | Automobilklub Kielecki            |
| 26–28 maja         | Kielce | klasa 3   | Hieronim Kochański    | Polski Fiat 125p       | Automobilklub Warszawski          |
| 26–28 maja         | Kielce | klasa 4   | Błażej Krupa          | Renault 5 Alpine       | Stomil Olsztyn                    |
| 26–28 maja         | Kielce | klasa 5–6 | Michał Damm           | Porsche Carrera        | Automobilklub Wielkopolski        |
| 26–28 maja         | Kielce | klasa 7   | Jacek Szmidt          |                        | Automobilklub Toruński            |
| 26–28 maja         | Kielce | klasa 8   | Józef Kiełbania       |                        | Automobilklub Świętokrzyski       |
| 1–2 lipca          | Poznań | klasa 1   | Andrzej Lubiak        | Polski Fiat 126p       | OBR FSM - Automobilklub Beskidzki |
| 1–2 lipca          | Poznań | klasa 2   | Andrzej Lubiak        | Polski Fiat 126p       | OBR FSM - Automobilklub Beskidzki |
| 1–2 lipca          | Poznań | klasa 3   | Andrzej Smorawiński   | Polski Fiat 125p       |                                   |
| 1–2 lipca          | Poznań | klasa 4–6 | Ryszard Kopczyk       | Porsche Carrera        | Automobilklub Wielkopolski        |
| 1–2 lipca          | Poznań | klasa 7   | Lech Jaworowicz       |                        | Automobilklub Warszawski          |
| 1–2 lipca          | Poznań | klasa 8   | Marcin Biernacki      |                        | Automobilklub Warszawski          |
| 8–10 września      | Toruń  |           |                       |                        |                                   |
| 13–15 października | Kielce | klasa 1   | Janusz Szerla         | Polski Fiat 126p       | OBR FSM - Automobilklub Beskidzki |
| 13–15 października | Kielce | klasa 2   | Zdzisław Kałuża       | Polski Fiat 126p       | Automobilklub Kielecki            |
| 13–15 października | Kielce | klasa 3   | Adam Polak            | Polski Fiat 125p       | Automobilklub Warszawski          |
| 13–15 października | Kielce | klasa 4   | Marian Bublewicz      | Fiat 128 Coupé 3 porte | Stomil Olsztyn                    |
| 13–15 października | Kielce | klasa 6   | Michał Damm           | Porsche Carrera        | Automobilklub Wielkopolski        |
| 13–15 października | Kielce | klasa 7   | Andrzej Szulc         |                        | Automobilklub Morski              |
| 13–15 października | Kielce | klasa 8   | Józef Kiełbania       |                        | Automobilklub Świętokrzyski       |

## Mistrzowie
| Klasa   | Kierowca         | Samochód               | Zespół                             |
| ------- | ---------------- | ---------------------- | ---------------------------------- |
| klasa 1 | Andrzej Lubiak   | Polski Fiat 126p       | OBR FSM - Automobilklub Beskidzki  |
| klasa 2 | Zdzisław Kałuża  | Polski Fiat 126p       | Automobilklub Kielecki             |
| klasa 3 | Adam Polak       | Polski Fiat 125p       | OBR FSO - Automobilklub Warszawski |
| klasa 4 | Marian Bublewicz | Fiat 128 Coupé 3 porte | Stomil Olsztyn                     |
| klasa 6 | Michał Damm      | Porsche Carrera        | Automobilklub Wielkopolski         |
| klasa 7 | Jacek Szmidt     |                        | Automobilklub Toruński             |
| klasa 8 | Marcin Biernacki |                        | Automobilklub Warszawski           |